# ASCII extendido

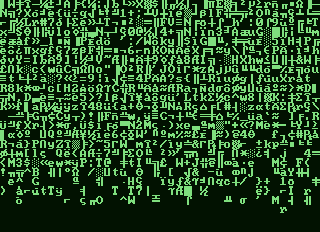
Error típico en terminal con caracteres verdes limitados a ASCII.

Se denomina ASCII extendido a cualquier juego de caracteres de 8 bits, en el cual los códigos 32 a 126 (0x20 a 0x7E) coinciden con los caracteres imprimibles de ASCII, así como los caracteres comúnmente llamados "de espacio", estos son los códigos de control de 8 a 13 (0x08 a 0x0D), ambos inclusive.
Las codificaciones de ASCII extendido utilizan además parte o la totalidad de los códigos superiores a 128 para codificar caracteres adicionales a los caracteres imprimibles ASCII.
Codificaciones "ASCII extendido" más comunes
- Página de códigos 437, usual en las versiones en inglés del IBM PC y MS-DOS.
- Página de códigos 850, usual en las versiones de Europa occidental del IBM PC y MS-DOS.
- Latin-1 (ISO-8859-1), típico de Unix, y, con modificaciones, en Microsoft Windows (Windows-1252) y Macintosh.

## Conjunto de caracteres ASCII Extendido del IBM PC y sucesores
|    | -0 | -1 | -2 | -3 | -4 | -5 | -6 | -7 | -8 | -9 | -A | -B | -C                      | -D | -E | -F |    |
| -- | -- | -- | -- | -- | -- | -- | -- | -- | -- | -- | -- | -- | ----------------------- | -- | -- | -- | -- |
| 0- |    | ☺  | ☻  | ♥  | ♦  | ♣  | ♠  | •  | ◘  | ○  | ◙  | ♂  | ♀                       | ♪  | ♫  | ☼  | 0- |
| 1- | ►  | ◄  | ↕  | ‼  | ¶  | §  | ▬  | ↨  | ↑  | ↓  | →  | ←  | ∟                       | ↔  | ▲  | ▼  | 1- |
| 2- |    | !  | "  | #  | $  | %  | &  | '  | (  | )  | *  | +  | ,                       | -  | .  | /  | 2- |
| 3- | 0  | 1  | 2  | 3  | 4  | 5  | 6  | 7  | 8  | 9  | :  | ;  | <                       | =  | >  | ?  | 3- |
| 4- | @  | A  | B  | C  | D  | E  | F  | G  | H  | I  | J  | K  | L                       | M  | N  | O  | 4- |
| 5- | P  | Q  | R  | S  | T  | U  | V  | W  | X  | Y  | Z  | [  | \                       | ]  | ^  | _  | 5- |
| 6- | `  | a  | b  | c  | d  | e  | f  | g  | h  | i  | j  | k  | l                       | m  | n  | o  | 6- |
| 7- | p  | q  | r  | s  | t  | u  | v  | w  | x  | y  | z  | {  | \|\|\|}\|\|~\|\|⌂\|\|7- |    |    |    |    |
| 8- | Ç  | ü  | é  | â  | ä  | à  | å  | ç  | ê  | ë  | è  | ï  | î                       | ì  | Ä  | Å  | 8- |
| 9- | É  | æ  | Æ  | ô  | ö  | ò  | û  | ù  | ÿ  | Ö  | Ü  | ¢  | £                       | ¥  | ₧  | ƒ  | 9- |
| A- | á  | í  | ó  | ú  | ñ  | Ñ  | ª  | º  | ¿  | ⌐  | ¬  | ½  | ¼                       | ¡  | «  | »  | A- |
| B- | ░  | ▒  | ▓  | │  | ┤  | ╡  | ╢  | ╖  | ╕  | ╣  | ║  | ╗  | ╝                       | ╜  | ╛  | ┐  | B- |
| C- | └  | ┴  | ┬  | ├  | ─  | ┼  | ╞  | ╟  | ╚  | ╔  | ╩  | ╦  | ╠                       | ═  | ╬  | ╧  | C- |
| D- | ╨  | ╤  | ╥  | ╙  | ╘  | ╒  | ╓  | ╫  | ╪  | ┘  | ┌  | █  | ▄                       | ▌  | ▐  | ▀  | D- |
| E- | α  | ß  | Γ  | π  | Σ  | σ  | µ  | τ  | Φ  | Θ  | Ω  | δ  | ∞                       | φ  | ε  | ∩  | E- |
| F- | ≡  | ±  | ≥  | ≤  | ⌠  | ⌡  | ÷  | ≈  | °  | ∙  | ·  | √  | ⁿ                       | ²  | ■  |    | F- |
|    | -0 | -1 | -2 | -3 | -4 | -5 | -6 | -7 | -8 | -9 | -A | -B | -C                      | -D | -E | -F |    |